# Lijst van steden en dorpen in Overijssel
Lijst van Overijsselse steden, dorpen en buurtschappen met een verwijzing naar de gemeente waaronder ze vallen. Wat wel en wat niet in de lijst komt is bepaald door de index van de Topografische Atlas 1:25000 voor het laatst uitgegeven in 2004 door de ANWB. Eventuele wijzigingen betreffende gemeentelijke herindelingen zijn meegenomen t/m 2019. De provincie Overijssel telt 17 steden.

## A
- Aadorp (dorp in de gemeente Almelo)
- Achterhoek (buurtschap in de gemeente Hof van Twente)
- Agelo (buurtschap in de gemeente Dinkelland)
- Albergen (dorp in de gemeente Tubbergen)
- Almelo (stad en hoofdplaats van de gemeente Almelo)
- Ane (dorp in de gemeente Hardenberg)
- Anerveen (gehucht in de gemeente Hardenberg)
- Anevelde (gehucht in de gemeente Hardenberg)
- Ankum (buurtschap in de gemeente Dalfsen)
- Apenhuizen (gehucht in de gemeente Deventer)
- Archem (buurtschap in de gemeente Ommen)
- Arriën (buurtschap in de gemeente Ommen)
- Arriërveld (buurtschap in de gemeente Ommen)
- Averlo (buurtschap in de gemeente Deventer)
- Azelo (buurtschap in de gemeente Hof van Twente)

## B
- Baarlo (buurtschap in de gemeente Steenwijkerland)
- Baarlo (buurtschap in de gemeente Zwartewaterland)
- Baars (gehucht in de gemeente Steenwijkerland)
- Balkbrug (dorp in de gemeente Hardenberg)
- Barsbeek (gehucht in de gemeente Steenwijkerland)
- Basse (buurtschap in de gemeente Steenwijkerland)
- Basserveld (buurtschap in de gemeente Steenwijkerland)
- Bathmen (dorp in de gemeente Deventer)
- Bavinkel (buurtschap in de gemeente Almelo)
- Beckum (dorp in de gemeente Hengelo)
- Beekdorp (buurtschap in de gemeente Dinkelland)
- Beerze (buurtschap in de gemeente Ommen)
- Beerzerveld (dorp in de gemeente Ommen)
- Belt-Schutsloot (dorp in de gemeente Steenwijkerland)
- Benedenvaart (buurtschap in de gemeente Hardenberg)
- Bentelo (dorp in de gemeente Hof van Twente)
- Bergentheim (dorp in de gemeente Hardenberg)
- Berghuizen (Oldenzaal) (buurtschap in de gemeente Oldenzaal)
- Berghum (buurtschap in de gemeente Dinkelland)
- 't Bergje (buurtschap in de gemeente Hardenberg)
- Besthmen (buurtschap in de gemeente Ommen)
- Beuningen (dorp in de gemeente Losser)
- Beusbergen (gehucht in de gemeente Hof van Twente)
- Beuseberg (gemeente Rijssen-Holten)
- Bisschopswetering (buurtschap in de gemeente Kampen)
- Blankenham (dorp in de gemeente Steenwijkerland)
- Blauwe Hand (buurtschap in de gemeente Steenwijkerland)
- Blokzijl (dorp in de gemeente Steenwijkerland)
- Boekelo (dorp in de gemeente Enschede)
- Boekelo (buurtschap in de gemeente Haaksbergen)
- Boerhaar (dorp in de gemeente Olst-Wijhe)
- Borkeld (buurtschap in de gemeente Rijssen-Holten)
- Borne (hoofdplaats van de gemeente Borne)
- Bornerbroek (dorp in de gemeente Almelo)
- Boskamp (dorp in de gemeente Olst-Wijhe)
- Braamberg (buurtschap in de gemeente Hardenberg)
- Brammelo (gehucht in de gemeente Haaksbergen)
- Breklenkamp (buurtschap in de gemeente Dinkelland)
- Brinkhoek (buurtschap in de gemeente Zwolle)
- Broekheurne (buurtschap in de gemeente Enschede)
- Broekhuizen (buurtschap in de gemeente Dalfsen)
- Broekland (dorp in de gemeente Raalte)
- Brucht (buurtschap in de gemeente Hardenberg)
- Bruchterveld (dorp in de gemeente Hardenberg)
- Bruggenhoek (buurtschap in de gemeente Zwolle)
- Bruinehaar (buurtschap in de gemeente Twenterand)
- Buurse (dorp in de gemeente Haaksbergen)

## C
- Cellemuiden (buurtschap in de gemeente Zwartewaterland)
- Collendoorn (buurtschap in de gemeente Hardenberg)
- Collendoornerveen (buurtschap in de gemeente Hardenberg)
- Colmschate (dorp en stadsdeel van de gemeente Deventer)

## D
- Daarle (dorp in de gemeente Hellendoorn)
- Daarlerveen (dorp in de gemeente Hellendoorn)
- Dalfsen (hoofdplaats van de gemeente Dalfsen)
- Dalfserveld (buurtschap in de gemeente Dalfsen)
- Dalmsholte (buurtschap in de gemeentes Dalfsen en Ommen)
- De Belt (buurtschap in de gemeente Hardenberg)
- De Bult (buurtschap in de gemeente Steenwijkerland)
- De Garstelanden (buurtschap in de gemeente Twenterand)
- De Haandrik (buurtschap in de gemeente Hardenberg)
- De Haar (buurtschap in de gemeente Hardenberg)
- De Heuvels (buurtschap in de gemeente Kampen)
- De Hooge Wegen (buurtschap in de gemeente Raalte)
- De Klosse (gehucht in de gemeente Steenwijkerland)
- De Kolk (gehucht in de gemeente Steenwijkerland)
- De Kolonie (buurtschap in de gemeente Wierden)
- De Krieger (buurtschap in de gemeente Steenwijkerland)
- De Krim (dorp in de gemeente Hardenberg)
- De Leijen (buurtschap in de gemeente Staphorst)
- De Lichtmis (buurtschap in de gemeenten Staphorst en Zwolle)
- De Lutte (dorp in de gemeente Losser)
- De Maat (buurtschap in de gemeente Hardenberg)
- De Marshoek (buurtschap in de gemeente Dalfsen)
- De Meele (buurtschap in de gemeente Dalfsen)
- De Meene (buurtschap in de gemeente Hardenberg)
- De Mulderij (buurtschap in de gemeente Hardenberg)
- De Pol (buurtschap in de gemeente Hardenberg)
- De Pol (gehucht in de gemeente Steenwijkerland)
- De Pollen (dorp in de gemeente Twenterand)
- De Schans (buurtschap in de gemeente Hardenberg)
- De Velde (buurtschap in de gemeente Zwartewaterland)
- De Zande (buurtschap in de gemeente Kampen)
- Dedemsvaart (dorp in de gemeente Hardenberg)
- Delden (stad in de gemeente Hof van Twente)
- Deldenerbroek (buurtschap in de gemeente Hof van Twente en Almelo)
- Deldeneresch (buurtschap in de gemeente Hof van Twente)
- Den Braam (gehucht in de gemeente Haaksbergen)
- Den Ham (dorp in de gemeente Twenterand)
- Den Huizen (buurtschap in de gemeente Hardenberg)
- Den Hulst (buurtschap in de gemeente Dalfsen)
- Den Kaat (buurtschap in de gemeente Hardenberg)
- Den Nul (dorp in de gemeente Olst-Wijhe)
- Den Oosterhuis (buurtschap in de gemeente Hardenberg)
- Den Velde (buurtschap in de gemeente Hardenberg)
- Den Westerhuis (buurtschap in de gemeente Hardenberg)
- Denekamp (hoofdplaats van de gemeente Dinkelland)
- Deurningen (dorp in de gemeente Dinkelland)
- Deventer (stad en hoofdplaats van de gemeente Deventer)
- Diepenheim (stad in de gemeente Hof van Twente)
- Diepenveen (dorp in de gemeente Deventer)
- Diffelen (buurtschap in de gemeente Hardenberg)
- Dijkerhoek (buurtschap in de gemeente Rijssen-Holten)
- Doosje (gehucht in de gemeente Steenwijkerland)
- Dortherhoek (dorp in de gemeente Deventer)
- Dulder (buurtschap in de gemeente Dinkelland)
- Duur (buurtschap in de gemeente Olst-Wijhe)
- Dwarsgracht (buurtschap in de gemeente Steenwijkerland)

## E
- Ebbenbroek (dorp in de gemeente Hardenberg)
- Eelen (buurtschap in de gemeente Hellendoorn)
- Eerde (buurtschap in de gemeente Ommen)
- Eese (buurtschap in de gemeente Steenwijkerland)
- Eesveen (dorp in de gemeente Steenwijkerland)
- Egede (buurtschap in de gemeente Hellendoorn)
- Eikelhof (buurtschap in de gemeente Olst-Wijhe)
- Elsen (buurtschap in de gemeente Hof van Twente)
- Elsenerbroek (gehucht in de gemeente Hof van Twente)
- Elshof (gehucht in de gemeente Olst-Wijhe)
- Emmen (gehucht in de gemeente Dalfsen)
- Emsland (buurtschap in de gemeente Ommen)
- Engeland (buurtschap in de gemeente Dalfsen)
- Engeland (buurtschap in de gemeente Hardenberg)
- Enschede (stad en hoofdplaats van de gemeente Enschede)
- Enter (dorp in de gemeente Wierden)
- Enterbroek (buurtschap in de gemeente Wierden)
- Eppenzolder (buurtschap in de gemeente Haaksbergen)
- Espelo (buurtschap in de gemeente Rijssen-Holten)

## F
- Fleringen (dorp in de gemeente Tubbergen)
- Fortmond (buurtschap in de gemeente Olst-Wijhe)
- Frankhuis (buurtschap in de gemeente Zwolle)
- Frieswijk (buurtschap in de gemeente Deventer)

## G
- Gammelke (buurtschap in de gemeente Dinkelland)
- Geerdijk (dorp in de gemeente Twenterand)
- Geesteren (dorp in de gemeente Tubbergen)
- Genemuiden (stad in de gemeente Zwartewaterland)
- Genne (buurtschap in de gemeente Zwartewaterland)
- Genne-Overwaters (buurtschap in de gemeente Zwartewaterland)
- Gerner (buurtschap in de gemeente Dalfsen)
- Giethmen (buurtschap in de gemeente Ommen)
- Giethoorn (dorp in de gemeente Steenwijkerland)
- Glane (dorp in de gemeente Losser)
- Glane-Beekhoek (buurtschap in de gemeente Losser)
- Glanerbrug (dorp in de gemeente Enschede)
- Goor (stad en hoofdplaats van de gemeente Hof van Twente)
- Gouden Ploeg (buurtschap in de gemeente Hardenberg)
- Grafhorst (dorp in de gemeente Kampen)
- Gramsbergen (stad in de gemeente Hardenberg)
- Groot Agelo (buurtschap in de gemeente Dinkelland)
- Groot-Oever (buurtschap in de gemeente Hardenberg)

## H
- Haaksbergen (hoofdplaats van de gemeente Haaksbergen)
- 't Haantje (buurtschap in de gemeente Hardenberg)
- Hanekamp (buurtschap in de gemeente Hardenberg)
- Haarle (Hellendoorn) (dorp in de gemeente Hellendoorn)
- Haarle (Tubbergen) (buurtschap in de gemeente Tubbergen)
- Haerst (buurtschap in de gemeente Zwolle)
- Halfweg (buurtschap in de gemeente Staphorst)
- Hallerhoek (buurtschap in de gemeente Twenterand)
- Hamingen (buurtschap in de gemeente Staphorst)
- Hankate (buurtschap in de gemeente Hellendoorn)
- Harbrinkhoek (dorp in de gemeente Tubbergen)
- Harculo (buurtschap in de gemeente Zwolle)
- Hardenberg (stad en hoofdplaats van de gemeente Hardenberg)
- Harmöle (buurtschap in de gemeente Haaksbergen)
- Hasselo (voormalige buurtschap in de gemeente Hengelo)
- Hasselt (stad en hoofdplaats van de gemeente Zwartewaterland)
- Heemse (dorp in de gemeente Hardenberg)
- Heemserveen (buurtschap in de gemeente Hardenberg)
- 's-Heerenbroek (dorp in de gemeente Kampen)
- Heeten (dorp in de gemeente Raalte)
- Heetveld (dorp in de gemeente Steenwijkerland)
- Heino (dorp in de gemeente Raalte)
- Hellendoorn (dorp in de gemeente Hellendoorn)
- Hengelo (hoofdplaats van de gemeente Hengelo)
- Hengevelde (dorp in de gemeente Hof van Twente)
- Hengforden (buurtschap in de gemeente Olst-Wijhe)
- Herfte (buurtschap in de gemeente Zwolle)
- Herike (buurtschap in de gemeente Hof van Twente)
- Hertme (dorp in de gemeente Borne)
- Herxen (buurtschap in de gemeente Olst-Wijhe)
- Hessum (buurtschap in de gemeente Dalfsen)
- Het Loo (buurtschap in de gemeente Wierden)
- Het Stift (dorp in de gemeente Dinkelland)
- Hexel (buurtschap in de gemeente Hellendoorn)
- Hezingen (buurtschap in de gemeente Tubbergen)
- Hoge Hexel (buurtschap in de gemeente Wierden)
- Holt (buurtschap in de gemeente Dalfsen)
- Holten (dorp in de gemeente Rijssen-Holten)
- Holten (buurtschap in de gemeente Zwartewaterland)
- Holterbroek (buurtschap in de gemeente Rijssen-Holten)
- Holtheme (buurtschap in de gemeente Hardenberg)
- Holthone (buurtschap in de gemeente Hardenberg)
- Honesch (buurtschap in de gemeente Haaksbergen)
- Hoogengraven (buurtschap in de gemeente Ommen)
- Hoogenweg (buurtschap in de gemeente Hardenberg)
- Hoog Zuthem (buurtschap in de gemeente Zwolle)
- Hoonhorst (dorp in de gemeente Dalfsen)
- Hulsen (dorp in de gemeente Hellendoorn)
- Huurne (buurtschap in de gemeente Wierden)

## I
- IJhorst (dorp in de gemeente Staphorst)
- IJsselham (dorp in de gemeente Steenwijkerland)
- IJsselmuiden (dorp in de gemeente Kampen)

## J
- Jonen (gehucht in de gemeente Steenwijkerland)
- Junne (buurtschap in de gemeente Ommen)

## K
- Kadoelen (buurtschap in de gemeente Steenwijkerland)
- Kalenberg (dorp in de gemeente Steenwijkerland)
- Kallenkote (dorp in de gemeente Steenwijkerland)
- Kampen (stad en hoofdplaats van de gemeente Kampen)
- Kamperveen (dorp in de gemeente Kampen)
- Kamperzeedijk-Oost (buurtschap in de gemeente Zwartewaterland)
- Kamperzeedijk-West (buurtschap in de gemeente Zwartewaterland)
- Katerveer (buurtschap in de gemeente Zwolle)
- Keiendorp (buurtschap in de gemeente Hardenberg)
- Kerspel Goor (buurtschap in de gemeente Hof van Twente)
- Kievitsnest (buurtschap in de gemeente Zwartewaterland)
- Klein Agelo (buurtschap in de gemeente Dinkelland)
- Kloosterhaar (dorp in de gemeente Hardenberg)
- Klossehoek (buurtschap in de gemeente Tubbergen)
- Kuinre (dorp in de gemeente Steenwijkerland)

## L
- Laag Zuthem (dorp in de gemeente Raalte)
- Langelo (buurtschap in de gemeente Haaksbergen)
- Langenholte (buurtschap in de gemeente Zwolle)
- Langeveen (dorp in de gemeente Tubbergen)
- Lankhorst (buurtschap in de gemeente Staphorst)
- Lattrop (dorp in de gemeente Dinkelland)
- Leeuwte (buurtschap in de gemeente Steenwijkerland)
- Lemele (dorp in de gemeente Ommen)
- Lemelerveld (dorp in de gemeente Dalfsen)
- Lemselo (buurtschap in de gemeente Dinkelland)
- Lenthe (buurtschap in de gemeente Dalfsen)
- Lettele (dorp in de gemeente Deventer)
- Lierderholthuis (dorp in de gemeente Raalte)
- Ligtenberg (buurtschap in de gemeente Rijssen-Holten)
- Linde (buurtschap in de gemeente Deventer)
- Linte (buurtschap in de gemeente Twenterand)
- Lonneker (dorp in de gemeente Enschede)
- Loo (buurtschap in de gemeente Deventer)
- Look (buurtschap in de gemeente Rijssen-Holten)
- Loozen (buurtschap in de gemeente Hardenberg)
- Losser (hoofdplaats van de gemeente Losser)
- Lutten (dorp in de gemeente Hardenberg)
- Luttenberg (dorp in de gemeente Raalte)
- Lutten-Oever (buurtschap in de gemeente Hardenberg)
- Lutterhartje (buurtschap in de gemeente Hardenberg)

## M
- Magele (buurtschap in de gemeente Twenterand)
- Mander (buurtschap in de gemeente Tubbergen)
- Manderveen (dorp in de gemeente Tubbergen)
- Mariaparochie (dorp in de gemeenten Almelo en Tubbergen)
- Mariënberg (dorp in de gemeente Hardenberg)
- Mariënheem (dorp in de gemeente Raalte)
- Marijenkampen (gemeente Steenwijkerland)
- Markelo (dorp in de gemeente Hof van Twente)
- Markelosebroek (gehucht in de gemeente Hof van Twente)
- Markvelde (buurtschap in de gemeente Hof van Twente)
- Marle (buurtschap in de gemeente Hellendoorn)
- Marle (buurtschap in de gemeente Olst-Wijhe)
- Mastenbroek (polder in de gemeente Zwartewaterland)
- Mataram (buurtschap in de gemeente Dalfsen)
- Meer (buurtschap in de gemeente Twenterand)
- Mekkelhorst (buurtschap in de gemeente Losser)
- Middel (buurtschap in de gemeente Olst-Wijhe)
- Millingen (buurtschap in de gemeente Dalfsen)
- Moespot (buurtschap in de gemeente Steenwijkerland)
- Molenbelt (buurtschap in de gemeente Deventer)
- Molenhoek (buurtschap in de gemeente Steenwijkerland)
- Muggenbeet (buurtschap in de gemeente Steenwijkerland)

## N
- Nederland (buurtschap in de gemeente Steenwijkerland)
- Neerdorp (buurtschap in de gemeente Rijssen-Holten)
- Nieuw Heeten (dorp in de gemeente Raalte)
- Nieuwebrug (buurtschap in de gemeente Ommen)
- Nieuwe Wetering (buurtschap in de gemeente Zwartewaterland)
- Nieuwleusen (dorp in de gemeente Dalfsen)
- Nijverdal (hoofdplaats van de gemeente Hellendoorn)
- Noetsele (buurtschap in de gemeente Hellendoorn)
- Noordijk (buurtschap in de gemeente Dinkelland)
- Noord Deurningen (dorp in de gemeente Dinkelland)
- Noord-Meer (buurtschap in de gemeente Twenterand)
- Noord-Stegeren (buurtschap in de gemeente Hardenberg)
- Notter (buurtschap in de gemeente Wierden)
- Nutter (buurtschap in de gemeente Dinkelland)

## O
- Oele (buurtschap in de gemeente Hengelo)
- Okkenbroek (dorp in de gemeente Deventer)
- Oldemarkt (dorp in de gemeente Steenwijkerland)
- Oldeneel (buurtschap in de gemeente Zwolle)
- Oldenzaal (stad en hoofdplaats van de gemeente Oldenzaal)
- Olst (hoofdplaats van de gemeente Olst-Wijhe)
- Ommen (stad en hoofdplaats van de gemeente Ommen)
- Ommerbosch (buurtschap in de gemeente Ommen)
- Ommerschans (buurtschap in de gemeente Ommen)
- Ommerveld (buurtschap in de gemeente Ommen)
- Onna (dorp in de gemeente Steenwijkerland)
- Ooster-Dalfsen (buurtschap in de gemeente Dalfsen)
- Oosterholt (buurtschap in de gemeente Kampen)
- Ootmarsum (stad in de gemeente Dinkelland)
- Ossenzijl (dorp in de gemeente Steenwijkerland)
- Oudleusen (dorp in de gemeente Dalfsen)
- Oudleusenerveld (buurtschap in de gemeente Dalfsen)
- Oud Avereest (dorp in de gemeente Hardenberg)
- Oud-Bergentheim (buurtschap in de gemeente Hardenberg)
- Oud-Lutten (buurtschap in de gemeente Hardenberg)
- Oude Molen (buurtschap in de gemeente Deventer)
- Oud Ootmarsum (buurtschap in de gemeente Dinkelland)
- Overdinkel (dorp in de gemeente Losser)
- Overwater (buurtschap in de gemeente Hellendoorn)
- Oxe (buurtschap in de gemeente Deventer)

## P
- Paasloo (dorp in de gemeente Steenwijkerland)
- Pieriksmars (buurtschap in de gemeente Deventer)
- Piksen (buurtschap in de gemeente Hellendoorn)
- Poepershoek (buurtschap in de gemeente Steenwijkerland)
- Pothoek (gehucht in de gemeente Hof van Twente)
- Punthorst (dorp in de gemeente Staphorst)

## R
- Raalte (hoofdplaats van de gemeente Raalte)
- Radewijk (buurtschap in de gemeente Hardenberg)
- Rande (buurtschap in de gemeente Deventer)
- Rechteren (buurtschap in de gemeente Dalfsen)
- Rectum (buurtschap in de gemeente Wierden)
- Reutum (Dorp in de gemeente Tubbergen)
- Rhaan (buurtschap in de gemeente Hellendoorn)
- Rheeze (buurtschap in de gemeente Hardenberg)
- Rheezerveen (buurtschap in de gemeente Hardenberg)
- Rijssen (stad en hoofdplaats van de gemeente Rijssen-Holten)
- Roebolligehoek (buurtschap in de gemeente Zwartewaterland)
- Roekebosch (gehucht in de gemeente Steenwijkerland)
- Ronduite (gehucht in de gemeente Steenwijkerland)
- Rosengaarde (buurtschap in de gemeente Dalfsen)
- Rossum (dorp in de gemeente Dinkelland)
- Rotbrink (buurtschap in de gemeente Ommen)
- Rouveen (dorp in de gemeente Staphorst)
- Ruitenveen (buurtschap in de gemeente Dalfsen)
- Rutbeek (buurtschap in de gemeente Enschede)

## S
- Saasveld (dorp in de gemeente Dinkelland)
- Schalkhaar (dorp in de gemeente Deventer)
- Scheerwolde (dorp in de gemeente Steenwijkerland)
- Schelle (buurtschap in de gemeente Zwolle)
- Schoolbuurt (buurtschap in de gemeente Hof van Twente)
- Schuilenburg (buurtschap in de gemeente Hellendoorn)
- Schuinesloot (dorp in de gemeente Hardenberg)
- Sibculo (dorp in de gemeente Hardenberg)
- Sint Isidorushoeve (dorp in de gemeente Haaksbergen)
- Sint Jansklooster (dorp in de gemeente Steenwijkerland)
- Slagharen (dorp in de gemeente Hardenberg)
- Slennebroek (buurtschap in de gemeente Dalfsen)
- Sluis 7 (buurtschap in de gemeente Hardenberg)
- Snipperling (buurtschap in de gemeente Deventer)
- Sponturfwijk (buurtschap in de gemeente Hardenberg)
- Spoolde (buurtschap in de gemeente Zwolle)
- Staphorst (hoofdplaats van de gemeente Staphorst)
- Steenwijk (stad en hoofdplaats van de gemeente Steenwijkerland)
- Steenwijkerwold (dorp in de gemeente Steenwijkerland)
- Stegeren (buurtschap in de gemeente Ommen)
- Stegerveld (buurtschap in de gemeente Ommen)
- Stepelo (buurtschap in de gemeente Haaksbergen)
- Stokkum (buurtschap in de gemeente Hof van Twente)
- Strenkhaar (buurtschap in de gemeente Dalfsen)
- Streukel (buurtschap in de gemeente Zwartewaterland)
- Strooiendorp (buurtschap in de gemeente Hardenberg)

## T
- Thij (buurtschap in de gemeente Steenwijkerland)
- Tilligte (dorp in de gemeente Dinkelland)
- Tjoene (buurtschap in de gemeente Deventer)
- Tubbergen (hoofdplaats van de gemeente Tubbergen)
- Tuk (dorp in de gemeente Steenwijkerland)
- Tusveld (buurtschap in de gemeente Almelo)
- Twekkelo (buurtschap in de gemeente Enschede)

## U
- Usselo (dorp in de gemeente Enschede)

## V
- Varsen (buurtschap in de gemeente Ommen)
- Vasse (dorp in de gemeente Tubbergen)
- Veecaten (buurtschap in de gemeente Kampen)
- Veldhoek (buurtschap in de gemeente Zwolle)
- Venebrugge (buurtschap in de gemeente Hardenberg)
- Vennenberg (buurtschap in de gemeente Dalfsen)
- Vilsteren (dorp in de gemeente Ommen)
- Vinkenbuurt (buurtschap in de gemeente Ommen)
- Vollenhove (stadje in de gemeente Steenwijkerland)
- Volthe (buurtschap in de gemeente Dinkelland)
- Vriezenveen (dorp en hoofdplaats van de gemeente Twenterand)
- Vroomshoop (dorp in de gemeente Twenterand)

## W
- Wanneperveen (dorp in de gemeente Steenwijkerland)
- Weerselo (dorp in de gemeente Dinkelland)
- Weitemanslanden (buurtschap in de gemeente Twenterand)
- Welsum (buurtschap in de gemeente Dalfsen)
- Welsum (dorp in de gemeente Olst-Wijhe)
- Welsumerveld (buurtschap in de gemeente Olst-Wijhe)
- Wesepe (dorp in de gemeente Olst-Wijhe)
- Westeinde (buurtschap in de gemeente Steenwijkerland)
- Westerhaar-Vriezenveensewijk (dorp in de gemeente Twenterand)
- Westerhoeven (dorp in de gemeente Twenterand)
- Westerhuizingerveld (buurtschap in de gemeenten Hardenberg en Staphorst)
- West-Geesteren (buurtschap in de gemeente Tubbergen)
- Wetering (dorp in de gemeente Steenwijkerland)
- Wiene (buurtschap in de gemeente Hof van Twente)
- Wierden (hoofdplaats van de gemeente Wierden)
- Wijhe (hoofdplaats van de gemeente Olst-Wijhe)
- Wijthmen (buurtschap in de gemeente Zwolle)
- Willemsoord (dorp in de gemeente Steenwijkerland)
- Wilsum (kleine stad in de gemeente Kampen)
- Windesheim (dorp in de gemeente Zwolle)
- Witharen (buurtschap in de gemeente Ommen)
- Witman (buurtschap in de gemeente Hardenberg)
- Witte Paarden (gehucht in de gemeente Steenwijkerland)

## Y
- IJpelo (buurtschap in de gemeente Wierden)

## Z
- Zalk (dorp in de gemeente Kampen)
- Zalné (buurtschap in de gemeente Zwolle)
- Zeesse (buurtschap in de gemeente Ommen)
- Zeldam (buurtschap in de gemeente Hof van Twente)
- Zenderen (dorp in de gemeente Borne)
- Zoeke (buurtschap in de gemeente Dinkelland)
- Zuideinde (buurtschap in de gemeente Kampen)
- Zuideinde (buurtschap in de gemeente Steenwijkerland)
- Zuidloo (buurtschap in de gemeente Deventer)
- Zuidveen (dorp in de gemeente Steenwijkerland)
- Zuna (buurtschap in de gemeente Wierden)
- Zwartewatersklooster (buurtschap in de gemeente Zwartewaterland)
- Zwartsluis (dorp in de gemeente Zwartewaterland)
- Zwolle (hoofdstad van de provincie Overijssel en hoofdplaats van de gemeente Zwolle)

Drenthe ·
Flevoland ·
Friesland ·
Gelderland ·
Groningen ·
Limburg ·
Noord-Brabant ·
Noord-Holland ·
Overijssel ·
Utrecht ·
Zeeland ·
Zuid-Holland